# Рива-Роччи, Шипионе
Шипио́не Ри́ва-Ро́ччи (итал. Scipione Riva-Rocci; 7 августа 1863, Альмезе, Пьемонт — 15 марта 1937, Рапалло, Лигурия) — итальянский патолог, терапевт и педиатр. Окончил медицинский факультет Туринского университета в 1888 г. Работал ассистентом в клинике Карло Форланини. С 1894 года доцент кафедры патологии. С 1900 года был главврачом больницы в г. Варезе.
Разработал метод неинвазивного измерения артериального давления, основанный на исчезновении пульса на лучевой артерии, когда давление в манжете на плече превышает систолическое давление в плечевой артерии. Современные сфигмоманометры (тонометры) иногда называют в честь Рива-Роччи.
Также внёс вклад в исследование лёгочного туберкулёза.